# Finlands fyrsällskap
Finlands fyrsällskap är en finsk förening som har som mål att skydda Finlands fyrar med tillhörande byggnader samt värdefulla båkar och kummel i skärgården och insjöarna. Den grundades 2003 som ett samarbetsorgan för fyrentusiaster och representerar Finland i internationella sammanhang. 

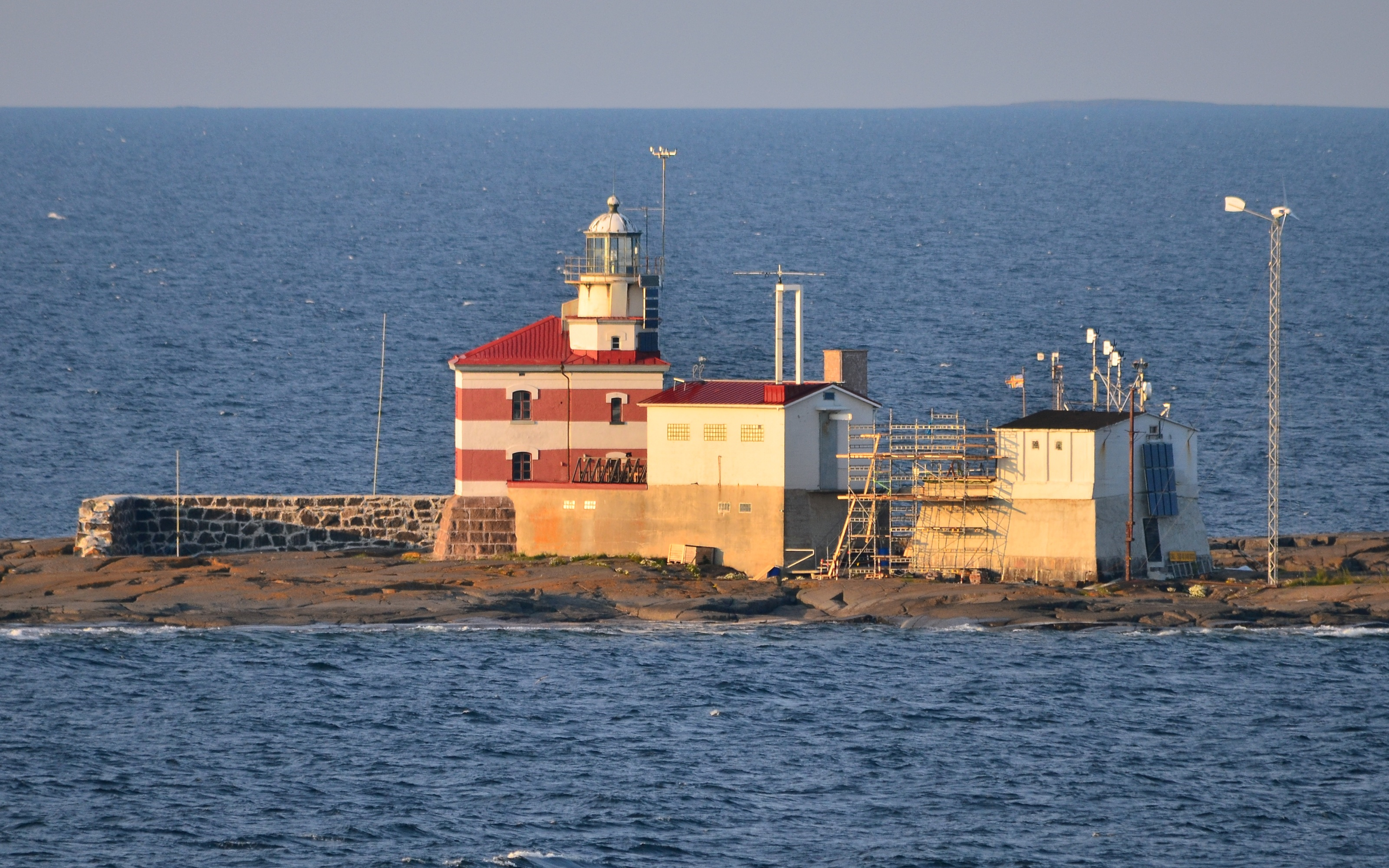
Renovering av Märkets fyr.

Fyrar behövs inte längre för sjöfarten och de som fortfarande är i drift har automatiserats och avbemannats. De gamla byggnaderna har i många fall lämnats helt vind för våg. Föreningen utför skyddsarbete tillsammans med myndigheterna, museiverket,  läroanstalter och lokala föreningar med hjälp av olika sponsorer. De sprider också information om fyrarna och deras historia och publicerar böcker och dokumentärfilmer om fyrholmarna och arbetar för att  fyrarna skall bli turistmål. Filmerna visas på årliga turnéer runt om i Finland.
Fyrsällskapet har egna renoveringsprojekt på fyröarna  Gustavsvärn utanför Hangö och Märket i Södra Kvarken 
och deltar också i de lokala föreningarnas renoveringsprojekt. De frivilliga renoveringsarbetena på Märket började redan 2007 och pågår fortfarande varje sommar.